# NGC 7548
NGC 7548 је спирална галаксија у сазвежђу Пегаз која се налази на NGC листи објеката дубоког неба.
Деклинација објекта је + 25° 16' 55" а ректасцензија 23h 15m 11,1s. Привидна величина (магнитуда) објекта NGC 7548 износи 13,4 а фотографска магнитуда 14,4. NGC 7548 је још познат и под ознакама UGC 12455, MCG 4-54-36, CGCG 475-50, IRAS 23127+2459, PGC 70826.